# رقیه (نام کوچک)
رُقَیّه (به عربی: رُقَيّة) یکی از نام‌های زنان در عربی است. رقیه ممکن است یکی از این افراد باشد:
- رقیه بنت محمد (پیامبر اسلام) از صحابی زن
- رقیه بنت حسین امام سوم شیعیان
- رقیه بنت علی بن ابی طالب امام اول شیعیان همسر مسلم بن عقیل
- رقیه صغری بنت علی بن ابی طالب امام اول شیعیان همسر  مسلم بن عقیل